# Sejmik Województwa Małopolskiego
Sejmik Województwa Małopolskiego – organ stanowiący i kontrolny samorządu województwa małopolskiego. Istnieje od 1998 roku. Obecna, VII kadencja Sejmiku, trwa w latach 2024–2029.
Sejmik Województwa Małopolskiego składa się z 39 radnych, wybieranych w województwie małopolskim w wyborach bezpośrednich na kadencje trwające 5 lat (w latach 1998–2018 kadencja trwała 4 lata).
Siedzibą sejmiku województwa jest Kraków.
Przewodniczącym Sejmiku Województwa Małopolskiego jest Jan Tadeusz Duda, a marszałkiem województwa małopolskiego Łukasz Smółka.

## Wybory do Sejmiku
Radni do Sejmiku Województwa Małopolskiego są wybierani w wyborach co 5 lat (do 2018 co 4) w sześciu okręgach wyborczych, które nie mają swoich oficjalnych nazw. Zasady i tryb przeprowadzenia wyborów określa odrębna ustawa. Skrócenie kadencji sejmiku może nastąpić w drodze referendum wojewódzkiego.
| Nr okręgu | Powiaty i miasta na prawach powiatu                                                     | Liczba radnych |
| --------- | --------------------------------------------------------------------------------------- | -------------- |
| 1         | powiat chrzanowski, powiat miechowski, powiat olkuski, powiat oświęcimski               | 5              |
| 2         | powiat krakowski, powiat proszowicki, powiat wielicki                                   | 6              |
| 3         | Kraków                                                                                  | 8              |
| 4         | powiat myślenicki, powiat nowotarski, powiat suski, powiat tatrzański, powiat wadowicki | 7              |
| 5         | miasto Tarnów powiaty: bocheński, brzeski, dąbrowski, tarnowski                         | 7              |
| 6         | miasto Nowy Sącz powiaty: gorlicki, limanowski, nowosądecki                             | 6              |
|           | Razem (Σ)                                                                               | 39             |

## Organizacja Sejmiku
Sejmik tworzy 39 radnych, wybierających spośród siebie przewodniczącego i 3 wiceprzewodniczących. Radni pracują w tematycznych komisjach stałych i doraźnych. Aktualne komisje:
- Komisja Budżetu, Mienia i Finansów
- Komisja ds. Innowacji i Nowoczesnych Technologii
- Komisja ds. Strategii Karpackiej
- Komisja ds. Współpracy z Polakami i Polonią za granicą
- Komisja Edukacji, Kultury Fizycznej, Sportu i Turystyki
- Komisja Główna
- Komisja Kultury
- Komisja Ochrony Środowiska i Bezpieczeństwa Publicznego
- Komisja Ochrony Zdrowia
- Komisja Polityki Prorodzinnej i Społecznej
- Komisja Rewizyjna
- Komisja Rolnictwa i Modernizacji Terenów Wiejskich
- Komisja Rozwoju Regionu, Promocji i Współpracy z Zagranicą
- Komisja Statutowo-Prawna

## Radni Sejmiku (stany na koniec kadencji)

### I kadencja (1998–2002)
SLD: 13 
     PS: 3 
     UW: 6 
     AWS: 38 
Kluby radnych
- Małopolska Prawica – 31 radnych:
  - Ruch Społeczny – Kazimierz Barczyk, Stanisław Deja, Kazimierz Dzielski, Ewa Filipiak, Wojciech Grzeszek, Ewa Iwulska, Leszek Klus, Witold Kochan, Stanisław Kogut, Czesław Kwaśniak, Tomasz Matula, Józef Mroczek, Marek Nawara, Krystian Przewłocki, Andrzej Sasuła, Jan Ryszard Sułkowski, Andrzej Szkaradek
  - Stronnictwo Konserwatywno-Ludowe – Ruch Nowej Polski – Stanisław Chrobak, Stanisława Jankowicz, Witold Kozłowski, Tadeusz Patalita, Jan Żebrak
  - Liga Polskich Rodzin – Jacek Radwan, Elżbieta Zięba
  - Prawo i Sprawiedliwość – Marek Łatas
  - Zjednoczenie Chrześcijańsko-Narodowe – Rafał Stuglik
  - Mieczysław Gil, Stefan Jurczak, Artur Kozioł, Stanisław Młyński, Andrzej Sęk
- Sojusz Lewicy Demokratycznej – 12 radnych:
  - Mariusz Brągiel, Marek Dąbek, Janina Glanowska-Moskała, Krystyna Górniś, Ryszard Grodny, Andrzej Kasznia, Andrzej Orchel, Roman Salamon, Janusz Ślesak, Andrzej Telka, Wojciech Waśniowski, Ryszard Zieliński
- Unia Wolności – 6 radnych:
  - Czesław Borowicz, Jerzy Fedorowicz, Jan Ostrowski, Jerzy Pantera, Stanisław Potocki, Tomasz Schoen
- Platforma Obywatelska – 6 radnych:
  - Marek Adamczyk, Tadeusz Borkowski, Andrzej Gut-Mostowy, Bolesław Łączyński, Marcin Pawlak, Bogusław Sonik
- Polskie Stronnictwo Ludowe – 4 radnych:
  - Andrzej Bajołek, Stanisław Gruszkowski, Stanisław Kusior, Jerzy Motyka

### II kadencja (2002–2006)
SLD-UP: 8 
     Samoobrona: 4 
     PSL: 2 
     WM: 6 
     POPiS: 10 
     LPR: 9 
Prezydium
- Przewodniczący: Witold Kozłowski
  - Wiceprzewodniczący: Wojciech Grzeszek
  - Wiceprzewodniczący: Leszek Zegzda

Kluby radnych
- Prawo i Sprawiedliwość – 9 radnych:
  - Józef Fortuna, Witold Kozłowski, Maria Malinowska, Ryszard Musiał, Jacek Radwan, Rafał Stuglik, Krzysztof Woźniak, Elżbieta Wójcik, Elżbieta Zięba
- Sojusz Lewicy Demokratycznej – Unia Pracy – 8 radnych:
  - SLD – Andrzej Bohosiewicz, Marian Cichy, Marek Dąbek, Jerzy Kornaś, Kazimierz Kotwica, Janusz Ślesak, Andrzej Telka
  - Socjaldemokracja Polska – Andrzej Kurz
- Platforma Obywatelska – 8 radnych:
  - Krystyna Broda, Jan Ciećkiewicz, Roman Ciepiela, Kazimierz Czekaj, Marek Lasota, Janusz Sepioł, Marian Wójtowicz, Leszek Zegzda
- Liga Polskich Rodzin – 7 radnych:
  - Jan Bereza, Adam Czachur (Ruch Odbudowy Polski), Wojciech Grzeszek, Małgorzata Padło, Łukasz Pater, Piotr Stachura, Stanisław Zając
- Wspólnota Małopolska – 4 radnych:
  - Jerzy Jedliński, Marek Nawara, Jadwiga Olszowska-Urban, Andrzej Sasuła
- Polskie Stronnictwo Ludowe – 2 radnych:
  - Andrzej Bajołek, Andrzej Sztorc
- Niezrzeszeni – 1 radna:
  - Iwona Maria Tworzydło (PiS)

### III kadencja (2006–2010)
LiD: 2 
     PSL: 4 
     PO: 13 
     PiS: 16 
     LPR: 4 
Prezydium
- Przewodniczący: Urszula Nowogórska
  - Wiceprzewodniczący: Kazimierz Barczyk
  - Wiceprzewodniczący: Ewa Klich
  - Wiceprzewodniczący: Witold Kozłowski

Kluby radnych
- Platforma Obywatelska – 15 radnych:
  - Kazimierz Barczyk, Wojciech Bosak, Roman Ciepiela, Kazimierz Czekaj, Barbara Dziwisz, Stanisław Handzlik, Krzysztof Kiciński, Marek Lasota, Bolesław Łączyński, Jerzy Ochman, Marek Sowa, Piotr Stachura, Teresa Starmach, Ewa Wicher, Leszek Zegzda
- Prawo i Sprawiedliwość – 11 radnych:
  - Grzegorz Biedroń, Renata Godyń-Swędzioł, Jan Hamerski, Barbara Kosińska-Geras, Witold Kozłowski, Andrzej Kramarczyk, Andrzej Romanek, Stanisław Rumian, Agata Szuta, Iwona Maria Tworzydło-Woźniak, Elżbieta Zięba
- Wspólnota Małopolska – 7 radnych:
  - Jan Bereza, Stanisław Dębski, Ewa Klich, Adam Kwaśniak, Maria Malinowska, Marek Nawara, Andrzej Sasuła
- Polskie Stronnictwo Ludowe – 3 radnych:
  - Stefan Nowak, Urszula Nowogórska, Franciszek Szydłowski
- Razem dla Małopolski – 2 radnych:
  - Partia Demokratyczna – Brygida Kuźniak
  - Sojusz Lewicy Demokratycznej – Bogusław Mąsior

### IV kadencja (2010–2014)
SLD: 2 
     PSL: 4 
     PO: 17 
     PiS: 16 
Prezydium
- Przewodniczący: Kazimierz Barczyk
  - Wiceprzewodniczący: Renata Godyń-Swędzioł
  - Wiceprzewodniczący: Bogusław Mąsior
  - Wiceprzewodniczący: Jacek Soska

Kluby radnych
- Platforma Obywatelska – 16 radnych:
  - Franciszek Bachleda-Księdzularz, Kazimierz Barczyk, Zygmunt Berdychowski, Roman Ciepiela, Kazimierz Czekaj, Barbara Dziwisz, Wacław Gregorczyk, Stanisław Handzlik, Mieczysław Kęsek, Marcin Kuta, Grzegorz Lipiec, Bolesław Łączyński, Małgorzata Radwan-Ballada, Marek Sowa, Teresa Starmach, Leszek Zegzda
- Prawo i Sprawiedliwość – 11 radnych:
  - Grzegorz Biedroń, Andrzej Bulzak, Zdzisław Filip, Renata Godyń-Swędzioł, Wojciech Grzeszek, Jan Hamerski, Marta Mordarska, Stanisław Rumian, Rafał Stuglik, Józefa Szczurek-Żelazko, Jarosław Szlachetka
- Solidarna Polska – 5 radnych:
  - Lucyna Malec, Piotr Sak, Paweł Śliwa, Krzysztof Tenerowicz, Marek Wierzba
- Polskie Stronnictwo Ludowe – 4 radnych:
  - Adam Domagała, Wojciech Kozak, Stanisław Sorys, Jacek Soska
- Niezrzeszeni – 3 radnych:
  - Sojusz Lewicy Demokratycznej – Grzegorz Gondek, Bogusław Mąsior
  - Marek Lasota (PiS)

### V kadencja (2014–2018)
PO: 14 
     PSL: 8 
     PiS: 17 
Prezydium
- Przewodniczący: Urszula Nowogórska
  - Wiceprzewodniczący: Kazimierz Barczyk
  - Wiceprzewodniczący: Zdzisław Filip
  - Wiceprzewodniczący: Małgorzata Radwan-Ballada

Kluby radnych
- Prawo i Sprawiedliwość – 15 radnych:
  - Grzegorz Biedroń, Mirosław Dróżdż, Jan Tadeusz Duda, Zdzisław Filip, Wojciech Grzeszek, Filip Kaczyński, Grzegorz Kądzielawski (Porozumienie), Jan Piczura, Anna Pieczarka, Wojciech Skruch, Łukasz Smółka, Rafał Stuglik, Paweł Śliwa, Marek Wierzba (Solidarna Polska), Andrzej Wójcik
- Platforma Obywatelska – 14 radnych:
  - Kazimierz Barczyk, Marcin Cockiewicz, Barbara Dziwisz, Jerzy Maciej Fedorowicz, Marek Haber, Jacek Krupa, Marcin Kuta, Grzegorz Lipiec, Bolesław Łączyński, Małgorzata Radwan-Ballada, Maria Siuda, Wojciech Skucha, Teresa Starmach, Leszek Zegzda
- Polskie Stronnictwo Ludowe – 8 radnych:
  - Stanisław Barnaś, Adam Domagała, Wojciech Kozak, Adam Kwaśniak, Urszula Nowogórska, Stanisław Pasoń, Stanisław Sorys, Jacek Soska
- Niezrzeszeni – 1 radny:
  - Mirosław Boruta (niezależny, poprzednio PiS)

### VI kadencja (2018–2024)
KO: 11 
     PSL: 4 
     PiS: 24 
Prezydium
- Przewodniczący: Jan Tadeusz Duda
  - Wiceprzewodniczący: Kazimierz Barczyk
  - Wiceprzewodniczący: Jan Piczura
  - Wiceprzewodniczący: Wojciech Skruch

Kluby radnych
- Prawo i Sprawiedliwość – 23 radnych:
  - Grzegorz Biedroń, Robert Bylica, Mirosław Dróżdż, Jan Tadeusz Duda, Piotr Dziurdzia, Józef Gawron, Iwona Gibas, Danuta Kawa, Rafał Kosowski, Witold Kozłowski, Marta Malec-Lech (Suwerenna Polska), Anna Mikosz, Marta Mordarska, Bogdan Pęk, Jan Piczura, Wojciech Skruch, Łukasz Smółka, Rafał Stuglik, Marek Wierzba (Suwerenna Polska), Andrzej Wójcik, Jadwiga Wójtowicz, Agnieszka Zając, Andrzej Ziobro (Suwerenna Polska)
- Koalicja Obywatelska – 10 radnych:
  - Platforma Obywatelska – Tadeusz Arkit, Kazimierz Barczyk, Stanisław Bisztyga, Jerzy Maciej Fedorowicz, Tadeusz Gadacz, Jacek Krupa, Krzysztof Nowak, Małgorzata Radwan-Ballada, Elżbieta Ruchała
  - Nowoczesna – Kinga Skowrońska
- Polskie Stronnictwo Ludowe – 3 radnych:
  - Stanisław Barnaś, Stanisław Pasoń, Stanisław Sorys
- Niezrzeszeni – 1 radny:
  - Tomasz Urynowicz (niezależny, poprzednio Porozumienie)

### VII kadencja (2024–2029)
KO: 12 
     TD: 6 
     PiS: 21 
Prezydium
- Przewodniczący: Jan Tadeusz Duda
  - Wiceprzewodniczący: Stanisław Pasoń
  - Wiceprzewodniczący: Wojciech Skruch
  - Wiceprzewodniczący: Jadwiga Wójtowicz

Kluby radnych
- Prawo i Sprawiedliwość – 21 radnych:
  - Grzegorz Biedroń, Piotr Ćwik, Mirosław Dróżdż, Jan Tadeusz Duda, Jan Wiesław Duda, Piotr Dziurdzia, Józef Gawron, Iwona Gibas, Danuta Kawa, Witold Kozłowski, Marta Malec-Lech, Barbara Nowak, Ryszard Pagacz, Bogdan Pęk, Jan Piczura, Tomasz Płatek, Wojciech Skruch, Łukasz Smółka, Rafał Stuglik, Marek Wierzba, Jadwiga Wójtowicz
- Koalicja Obywatelska – 12 radnych (wszyscy Platforma Obywatelska):
  - Tadeusz Arkit, Kazimierz Barczyk, Jerzy Maciej Fedorowicz, Szczęsny Filipiak, Maciej Koźbiał, Jacek Krupa, Grzegorz Lipiec, Grzegorz Małodobry, Krzysztof Nowak, Michał Słowik, Patrycja Tocka, Sylwia Żak-Biesik
- Trzecia Droga – Polskie Stronnictwo Ludowe – 4 radnych:
  - Lidia Gądek, Miłosz Motyka (PSL), Stanisław Pasoń (PSL), Stanisław Sorys (PSL)
- Niezrzeszeni – 2 radnych (oboje Polska 2050):
  - Dariusz Badurski, Małgorzata Szostak

## Oficjalne wyniki wyborów do Sejmiku

### 1998[17]
|  | Komitet wyborczy             | Mandaty |
|  | ---------------------------- | ------- |
|  | Akcja Wyborcza Solidarność   | 38      |
|  | Sojusz Lewicy Demokratycznej | 13      |
|  | Unia Wolności                | 6       |
|  | Przymierze Społeczne         | 3       |
|  | Razem                        | 60      |

### 2002[18]
|  | Komitet wyborczy                               | Mandaty |
|  | ---------------------------------------------- | ------- |
|  | Platforma Obywatelska – Prawo i Sprawiedliwość | 10      |
|  | Liga Polskich Rodzin                           | 9       |
|  | Sojusz Lewicy Demokratycznej – Unia Pracy      | 8       |
|  | Wspólnota Małopolska                           | 6       |
|  | Samoobrona Rzeczpospolitej Polskiej            | 4       |
|  | Polskie Stronnictwo Ludowe                     | 2       |
|  | Razem                                          | 39      |

### 2006[19]
|  | Komitet wyborczy           | Mandaty |
|  | -------------------------- | ------- |
|  | Prawo i Sprawiedliwość     | 16      |
|  | Platforma Obywatelska      | 13      |
|  | Polskie Stronnictwo Ludowe | 4       |
|  | Liga Polskich Rodzin       | 4       |
|  | Lewica i Demokraci         | 2       |
|  | Razem                      | 39      |

### 2010[20]
|  | Komitet wyborczy             | Mandaty |
|  | ---------------------------- | ------- |
|  | Platforma Obywatelska        | 17      |
|  | Prawo i Sprawiedliwość       | 16      |
|  | Polskie Stronnictwo Ludowe   | 4       |
|  | Sojusz Lewicy Demokratycznej | 2       |
|  | Razem                        | 39      |

### 2014[21]
|  | Komitet wyborczy           | Mandaty |
|  | -------------------------- | ------- |
|  | Prawo i Sprawiedliwość     | 17      |
|  | Platforma Obywatelska      | 14      |
|  | Polskie Stronnictwo Ludowe | 8       |
|  | Razem                      | 39      |

### 2018[22]
|  | Komitet wyborczy           | Mandaty |
|  | -------------------------- | ------- |
|  | Prawo i Sprawiedliwość     | 24      |
|  | Koalicja Obywatelska       | 11      |
|  | Polskie Stronnictwo Ludowe | 4       |
|  | Razem                      | 39      |

### 2024[23]
|  | Komitet wyborczy       | Mandaty |
|  | ---------------------- | ------- |
|  | Prawo i Sprawiedliwość | 21      |
|  | Koalicja Obywatelska   | 12      |
|  | Trzecia Droga          | 6       |
|  | Razem                  | 39      |